# Aquiles Serdán 1.ª Sección
Aquiles Serdán 1.ª Sección es una localidad del municipio de Huimanguillo ubicado en la subregión de la Chontalpa del estado mexicano de Tabasco.

## Geografía
La localidad de Aquiles Serdán 1.ª Sección se sitúa en las coordenadas geográficas 18°07′41″N 94°02′33″O / 18.128056, -94.042500, a una elevación de 1 metro sobre el nivel del mar.

## Demografía
Según el Conteo de Población y Vivienda 2020, efectuado por el Instituto Nacional de Estadística y Geografía, la localidad de Aquiles Serdán 1.ª Sección tiene 454 habitantes, de los cuales 239 son del sexo masculino y 215 del sexo femenino. Su tasa de fecundidad es de 2.66 hijos por mujer y tiene 116 viviendas particulares habitadas.
| Gráfica de evolución demográfica de Aquiles Serdán 1.ª Sección entre 1980 y 2020 |
|                                                                                  |
| INEGI.                                                                           |